# Abu Nidal
Abu Nidal (egentlig Sabri al-Banna) (født maj 1937, død 16. august 2002) var leder af forskellige organisationer der var involveret i flere terrorhandlinger.

## Liv og karriere
Abu Nidal var født i Jaffa og tilhørte en prominent og rig arabiske familie. 
Han fungerede oprindeligt som repræsentant for Fatah i Bagdad.
Blandt de aktioner som tilskrives Abu Nidal og hans gruppe er besættelsen af den saudi-arabiske ambassade i Paris den 5. september 1973, kapring af et fly i Iraks lufthavn, bombesprængning ved Syriens luftfartskontorer i Kuwait og Rom samt gidseltagning på hotellet Semiramis i Damaskus den 26. september 1976.
Ved denne sidste aktion blev 90 turister taget som gidsler heriblandt 11 danskere fra det kristne rejsebureau Agri Rejser. Under skudvekslingen mellem gidseltagerne og syriske soldater døde Gunhild Munch Kristensen mens andre danskere blev hårdt såret.
Abu Nidal flygtede til Irak hvor han efter al sandsynlighed blev myrdet af Saddam Husseins efterretningstjeneste.